# Pantanodon stuhlmanni
Pantanodon stuhlmanni is een  straalvinnige vissensoort uit de familie van levendbarende tandkarpers (Poeciliidae). De wetenschappelijke naam van de soort is voor het eerst geldig gepubliceerd in 1924 door Ahl.
De soort staat op de Rode Lijst van de IUCN als Onzeker, beoordelingsjaar 2006.